# کیک فنجانی
کیک فنجانی یا کاپ کیک (به انگلیسی:Cupcake) نوعی کیک کوچک است که برای یک نفر آماده می‌شود. در قالب مخصوص کاپ کیک که در آن کاغذ کاپ کیک گذاشته شده ، پخته می شود.
ترکیبات این کیک مانند دیگر کیک‌ها شکر، کره، آرد و تخم مرغ است. البته روی این کیک را با سس‌ها و ترکیبات دیگر مثل خامه فرم گرفته یا انواع میوه تزئین می‌کنند و یا با استفاده از فوندانت برای تهیه تم تولدهای زیبا به کاربرده می شوند.

#### فرق کاپ کیک با مافین
- اندازه کاپ کیک ها معمولاً کوچکتر از مافین است.
- کاغذ مافین ضخیم تر از کاغذ کاپ کیک است.
- کاپ کیک ، هوادهی (زدن کره با شکر به هدف پف کردن و سبک شدن بافت کیک) بیشتری می شود و بافت سبک و اسفنجی تری دارد. مافین بافت سنگین تری دارد چون معمولاً هوادهی نمی شود.